# La Ley (diario)
La Ley (LL) es un diario jurídico publicado en formato físico y digital por la compañía Thomson Reuters cuya primera edición se publicó en el año 1936, cuando fuera fundado por Jerónimo Remorino y Roberto Fraga Patrao. Su frecuencia de publicación es diaria en días hábiles y contiene doctrina, jurisprudencia, legislación y noticias jurídicas en general.
Cuenta con suplementos de derecho y tecnología, derecho tributario, derecho administrativo, derecho ambiental, derecho civil, derecho comercial, derecho constitucional, derecho del consumidor y de la competencia, derecho del trabajo y de la seguridad social, derecho internacional, y derecho penal, entre otros.
Gracias a convenios celebrados con distintas facultades de derecho de universidades argentinas, publica suplementos tales como La Ley USAL y La Ley Universidad Austral. También cuenta con suplementos regionales con contenido jurídico local de distintas provincias y zonas de la República Argentina, tales como La Ley Litoral, La Ley Gran Cuyo, y La Ley Ciudad Autónoma de Buenos Aires.